# 小行星7601
小行星7601（英語：7601）是一颗围绕太阳公转的小行星。1994年10月25日，上田清二、金田宏在钏路市发现了此天体。
这颗小行星的绝对星等为279.1898217242476等。